# St. Vincent (cantora)
Anne Erin "Annie" Clark (nascida em 28 de setembro de 1982), mais conhecida pelo seu nome artístico St. Vincent, é uma cantora americana, compositora e multi-instrumentista. Ela começou sua carreira musical como membro do The Polyphonic Spree e também fazia parte da banda de Sufjan Stevens antes de formar sua própria banda em 2006.
O trabalho de St. Vincent recebeu elogios por conta de sua característica icônica e seu estilo musical distinto, que é uma mistura de Soft rock, rock experimental, electropop e pequenas influências de jazz. Seu álbum de estreia foi Marry Me (2007), seguido por Actor (2009) e Strange Mercy (2011). Em 2012, a musicista lançou um álbum em colaboração com David Byrne intitulado Love this Giant. Clark também contribuiu como backing vocal para banda Swans em seu álbum, To Be Kind. Seu quarto álbum auto-intitulado St. Vincent, foi lançado no dia 25 de fevereiro de 2014 e foi nomeado álbum do ano pelo The Guardian, Entertainment Weekly, NME, e Slant Magazine, e segundo melhor álbum do ano pela revista Time. A cantora concorreu e ganhou o seu primeiro Grammy na categoria de Melhor Álbum Alternativo. Ela foi a primeira mulher a ganhar a categoria após vinte anos.
Clark abriu shows para bandas como Television, Arcade Fire, Andrew Bird, Jolie Holland, John Vanderslice, Xiu Xiu, Death Cab for Cutie, Cristina Doná e Grizzly Bear. Ela trabalhou com Bon Iver na canção "Rosyln", que apareceu na trilha sonora do filme de A Saga Crepúsculo: Lua Nova. Ela também trabalhou com Kid Cudi na música "MANIAC" para seu álbum Man on the Moon II: The Legend of Mr. Rager, juntamente com o rapper Cage.

## Discografia

### Álbuns de estúdio
- 2007: Marry Me
- 2009: Actor
- 2011: Strange Mercy
- 2012: Love This Giant (com David Byrne)
- 2014: St. Vincent
- 2017: Masseduction
- 2021: Daddy's Home
- 2024: All Born Screaming

### EP's
- 2003: Ratsliveonnoevilstar
- 2006: Paris Is Burning
- 2012: 4AD Session
- 2013: Brass Tactics (com David Byrne)
- 2018: Masseducation